# Frisco Jenny
Pour plus de détails, voir Fiche technique et Distribution.
Frisco Jenny est un film américain réalisé par William A. Wellman et sorti en 1932.

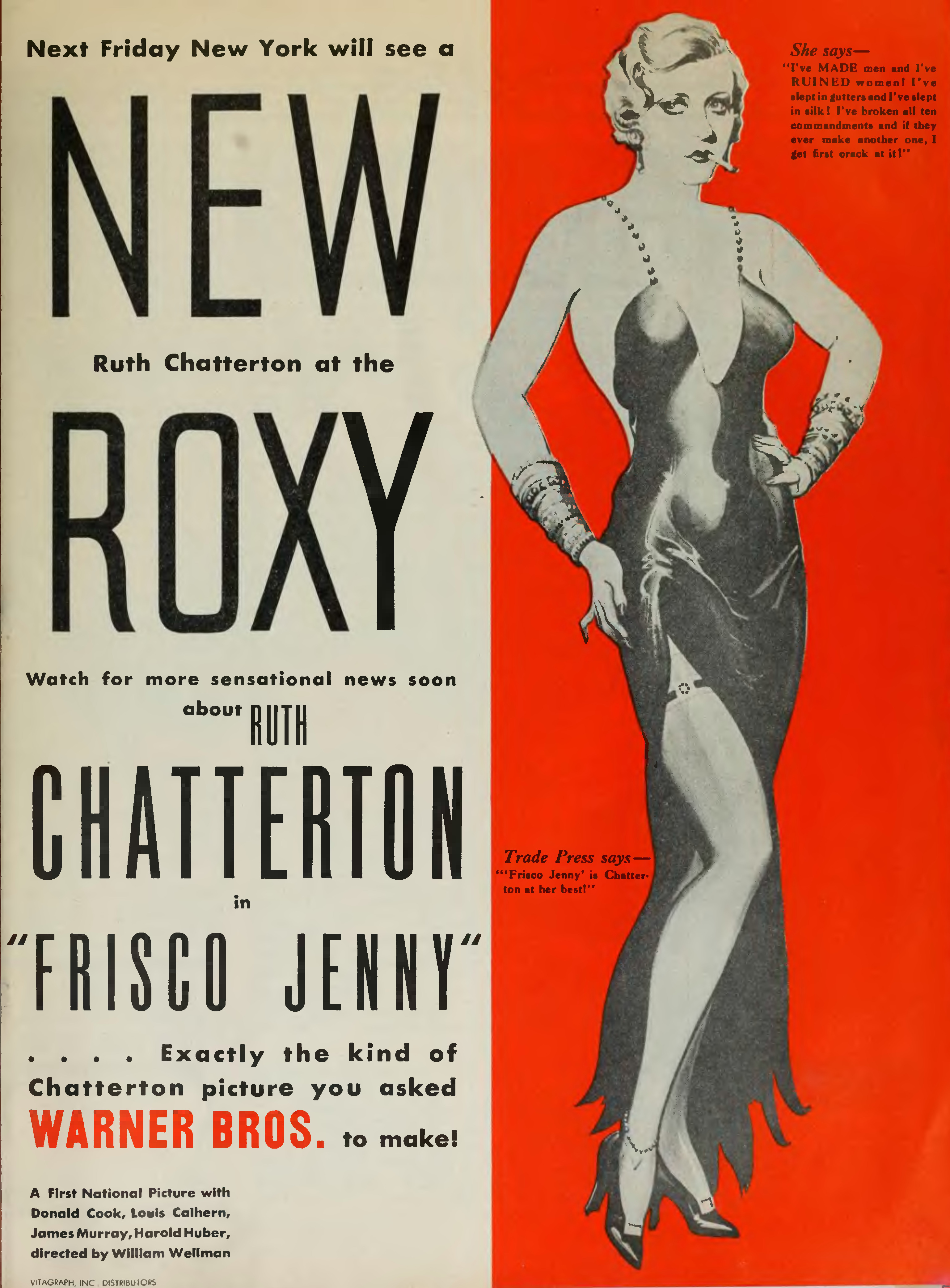
1932

## Synopsis
Frisco Jenny est devenue orpheline durant le tremblement de terre de San Francisco en 1906. Plus tard, elle se retrouve patronne d'une maison de débauche. Ayant mis son fils dans une famille d'adoption, celui-ci, après avoir suivi des études de droit, devient procureur et est désigné pour instruire un procès afin d'éradiquer la prostitution dans la ville.

## Fiche technique
- Réalisation : William A. Wellman
- Scénario : Wilson Mizner, Gerald Beaumont, Lillie Hayward, John Francis Larkin, d'après une histoire de Robert Lord
- Chef-opérateur : Sid Hickox
- Montage : James B. Morley
- Direction artistique : Robert M. Haas
- Costumes : Orry-Kelly
- Musique : Leo F. Forbstein, Cliff Hess
- Production : Raymond Griffith pour First National Pictures
- Pays de production : États-Unis
- Langue : anglais
- Genre : Drame
- Durée : 73 minutes
- Date de sortie :
  - États-Unis : 30 décembre 1932 (première)

## Distribution
- Ruth Chatterton : Frisco Jenny Sandoval
- Louis Calhern : Steve Dutton
- Helen Jerome Eddy : Amah
- Donald Cook : Dan Reynolds
- James Murray : Dan McAllister
- Hallam Cooley : Willie Gleason
- Patrick H. O'Malley Jr. : Pat O'Hoolihan
- Harold Huber : George Weaver
- Robert Emmett O'Connor : Jim Sandoval
- Willard Robertson : Capitaine Tom
- Gertrude Astor : Miss Beulah
- Berton Churchill : Thomas B. Reynolds
- Claudia Coleman : Miss Tessie
- Edwin Maxwell : Tom Ford
- J. Carrol Naish : Ed Harris
- Robert Warwick : Kelly
- Noel Francis : Rosie
- Lee Phelps
- Nella Walker : Janet Reynolds
- Frank McGlynn Sr. : Good Book Charlie
- Harry Seymour
- Syd Saylor
- Clarence Muse
- Buster Phelps
- Joe Bordeaux
- Ed Brady

## Galerie

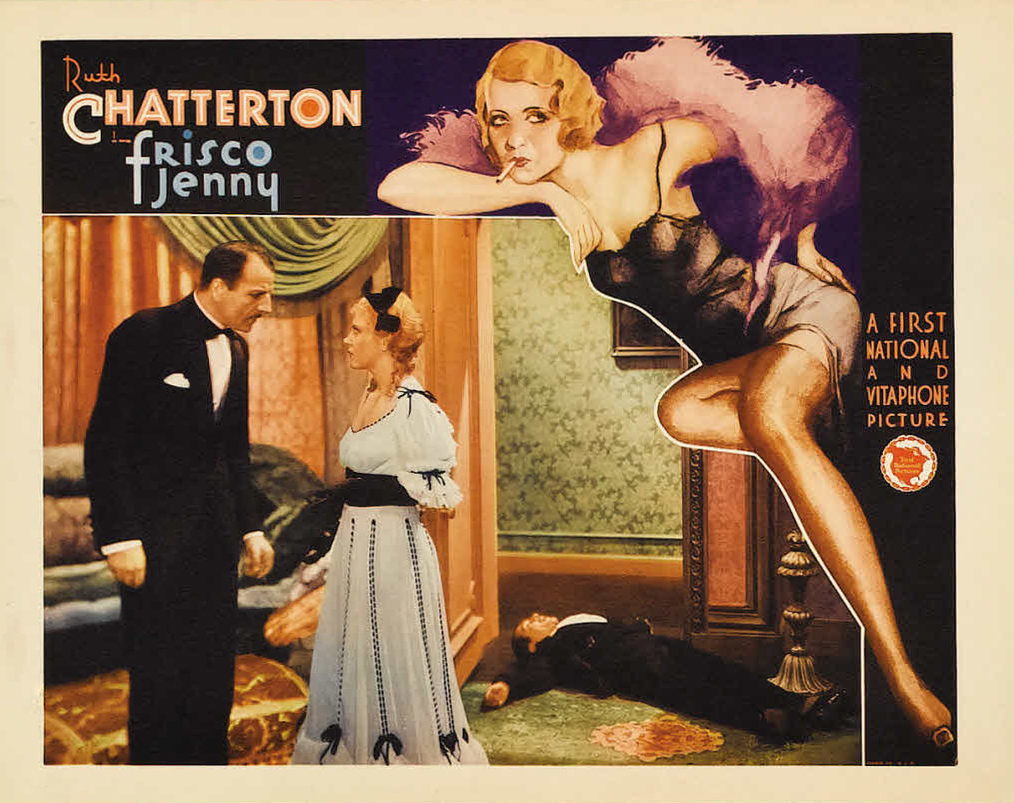
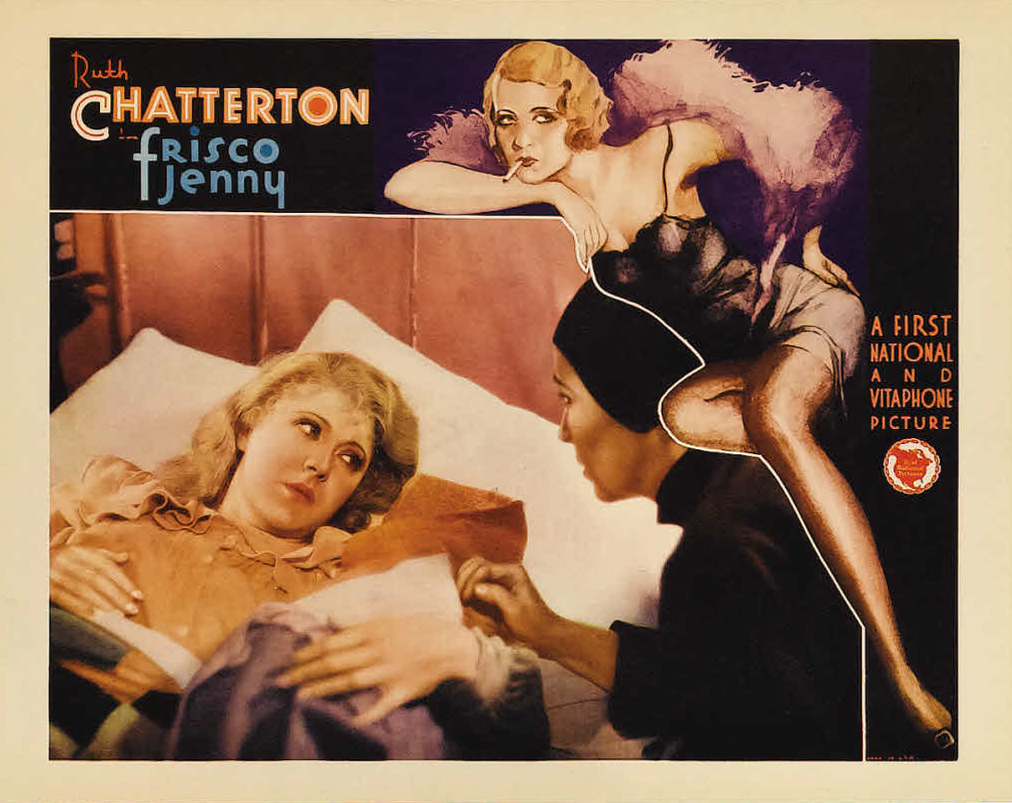
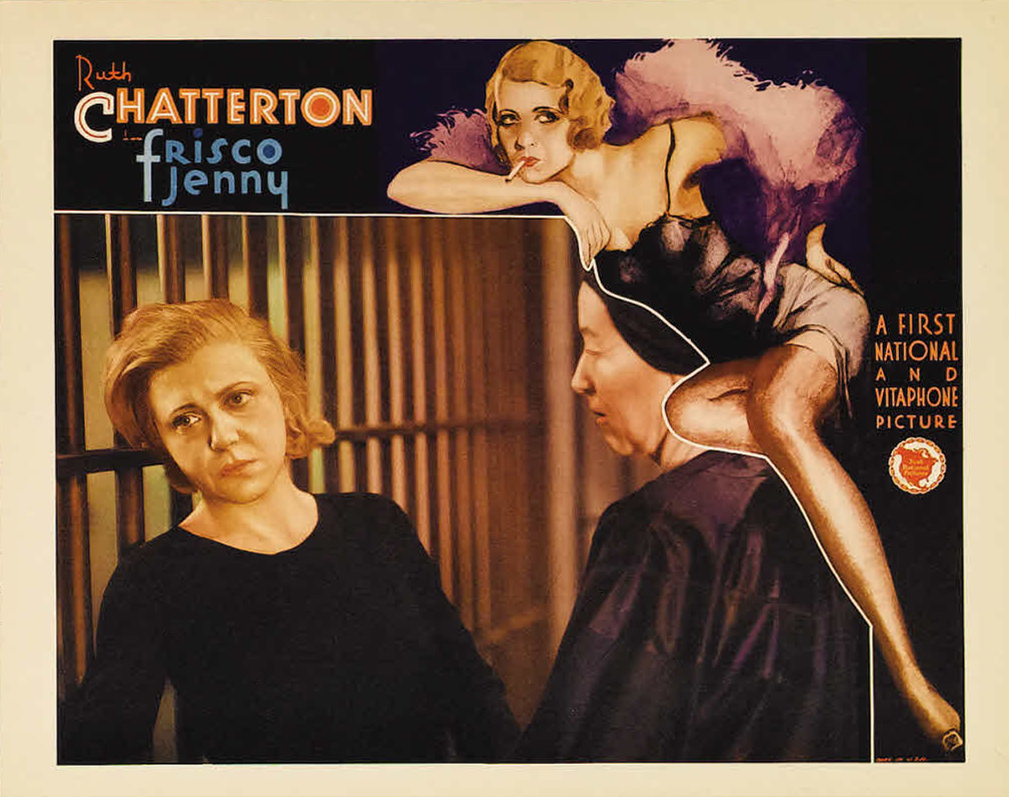
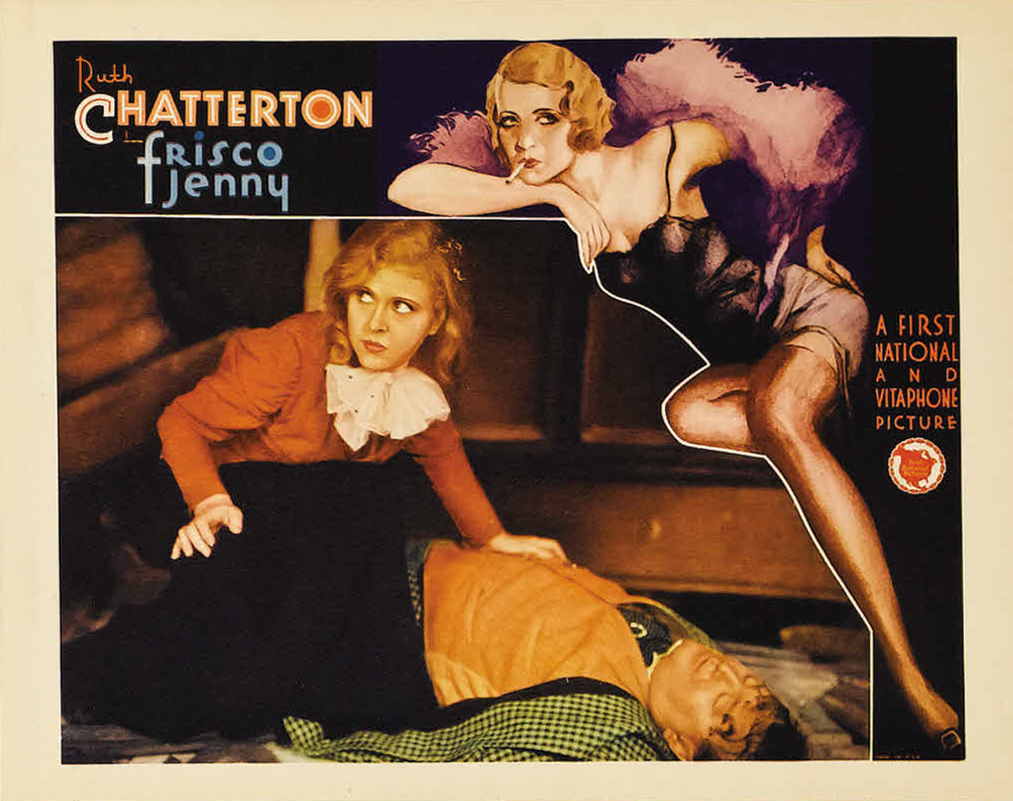
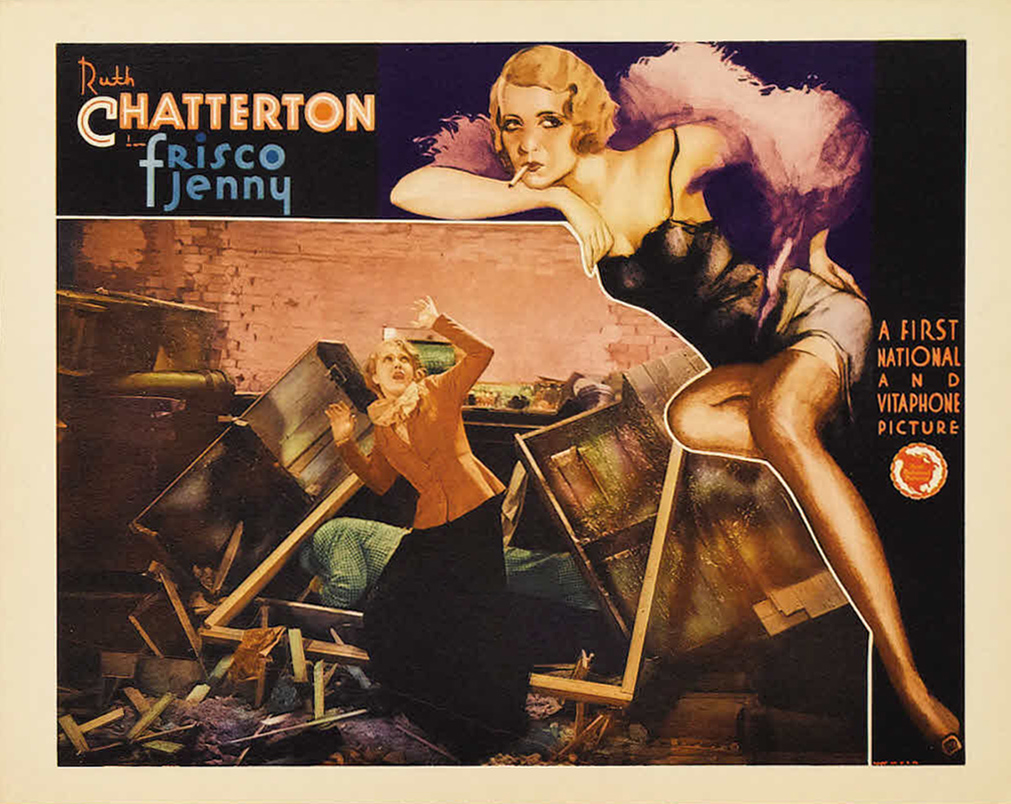
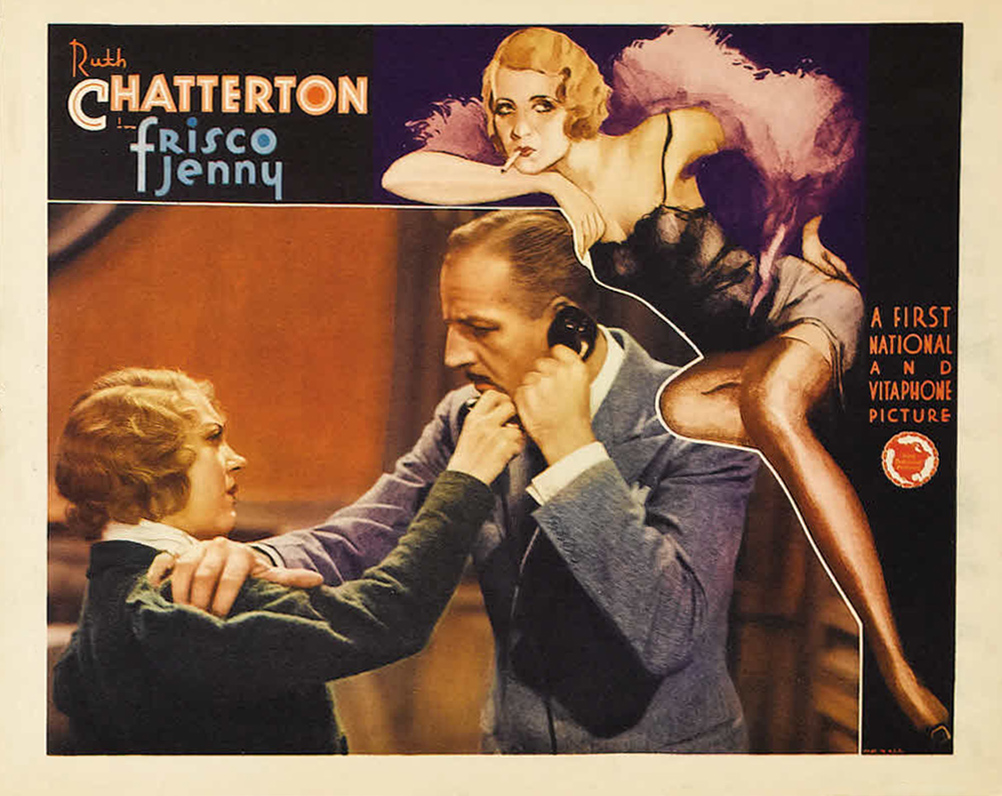